# Mattuglie
Mattuglie (in croato Matulji) è un comune di 11 274 abitanti della regione litoraneo-montana in Croazia.

## Geografia fisica

### Territorio
La cittadina di Mattuglie si trova nella penisola istriana al confine geografico con Carso e dell'area della città quarnerina di Fiume, da cui dipende amministrativamente.

## Società
La larghissima maggioranza della popolazione è composta da croati cui si aggiungono varie altre etnie giunte nei decenni successivi la Seconda guerra mondiale, in particolare serbi. È inoltre storicamente presente sul territorio una comunità slovena, tutt'oggi cospicua (278 (2,64%) dichiaratisi di madrelingua e 271 (2,57%) di nazionalità slovena al censimento croato del 2001) e concentrata soprattutto nelle frazioni più settentrionali, in prossimità del confine con la Slovenia.

### La presenza autoctona di italiani
È presente una piccola comunità di italiani autoctoni pari ad uno 0,6 per cento. La presenza di italiani a Mattuglie, incrementatasi dopo il passaggio al Regno d'Italia, è poi drasticamente diminuita in seguito all'esodo giuliano dalmata dopo la seconda guerra mondiale.
Alla fine dell'Ottocento gli italiani a Mattuglie erano poche decine. Con l'ingresso della cittadina nel Regno d'Italia, Mattuglie diventò un paese di frontiera e il numero degli italiani residenti aumentò sensibilmente con l'arrivo soprattutto di funzionari doganali, membri delle forze dell'ordine e della pubblica amministrazione. Ma al termine dell'ultimo conflitto mondiale, con il passaggio della regione alla Jugoslavia, pochi furono coloro che rimasero e la gran parte esulò in Italia o all'estero. Oggi, secondo il censimento croato del 2011, rimane un piccolo nucleo d'italiani lo 0,85% della popolazione complessiva.

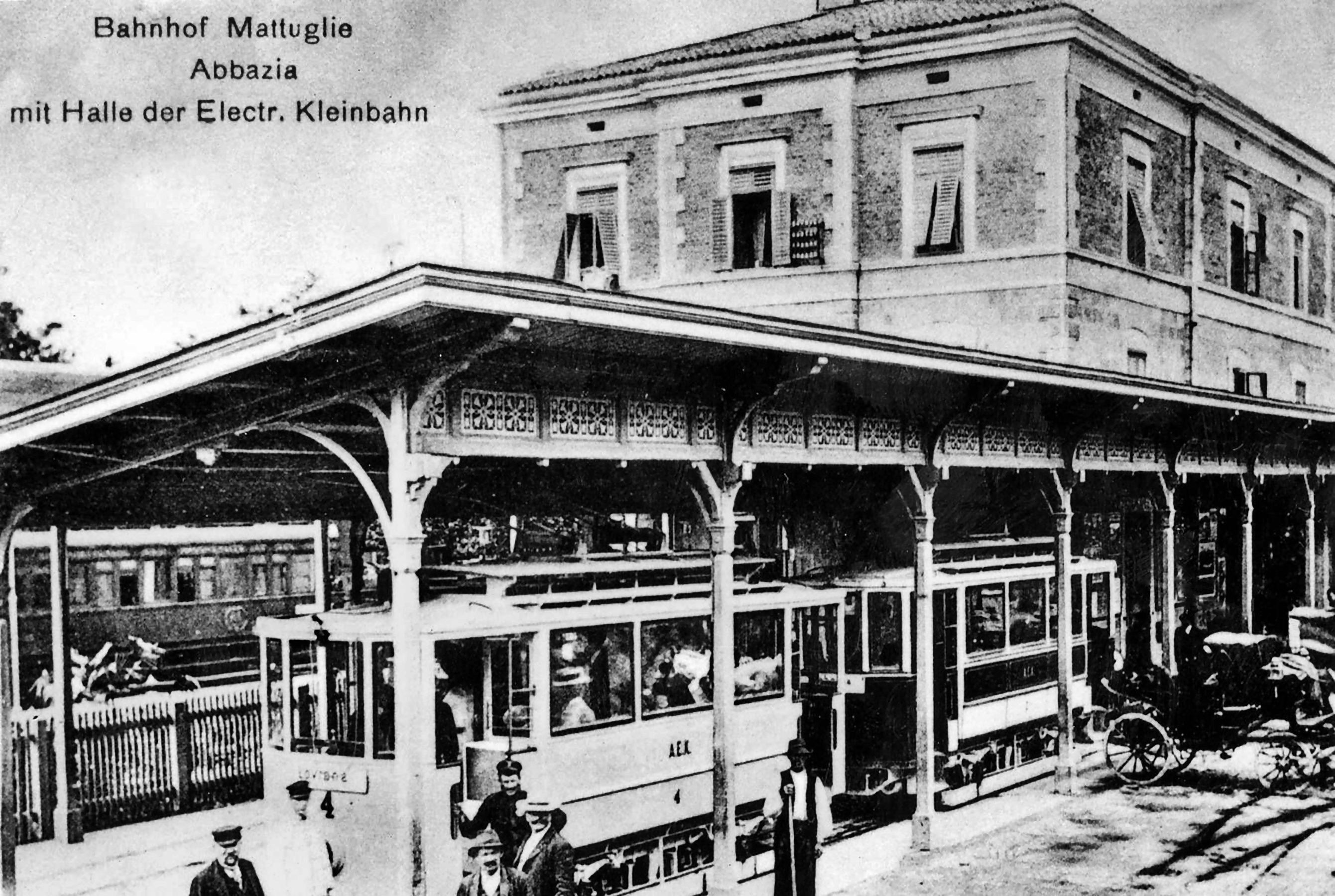
Mattuglie al inizio del XX secolo

Degna di menzione è la presenza a Mattuglie di un asilo d'infanzia italiano, unica istituzione scolastica italofona nel Comune.

### Istroromeni

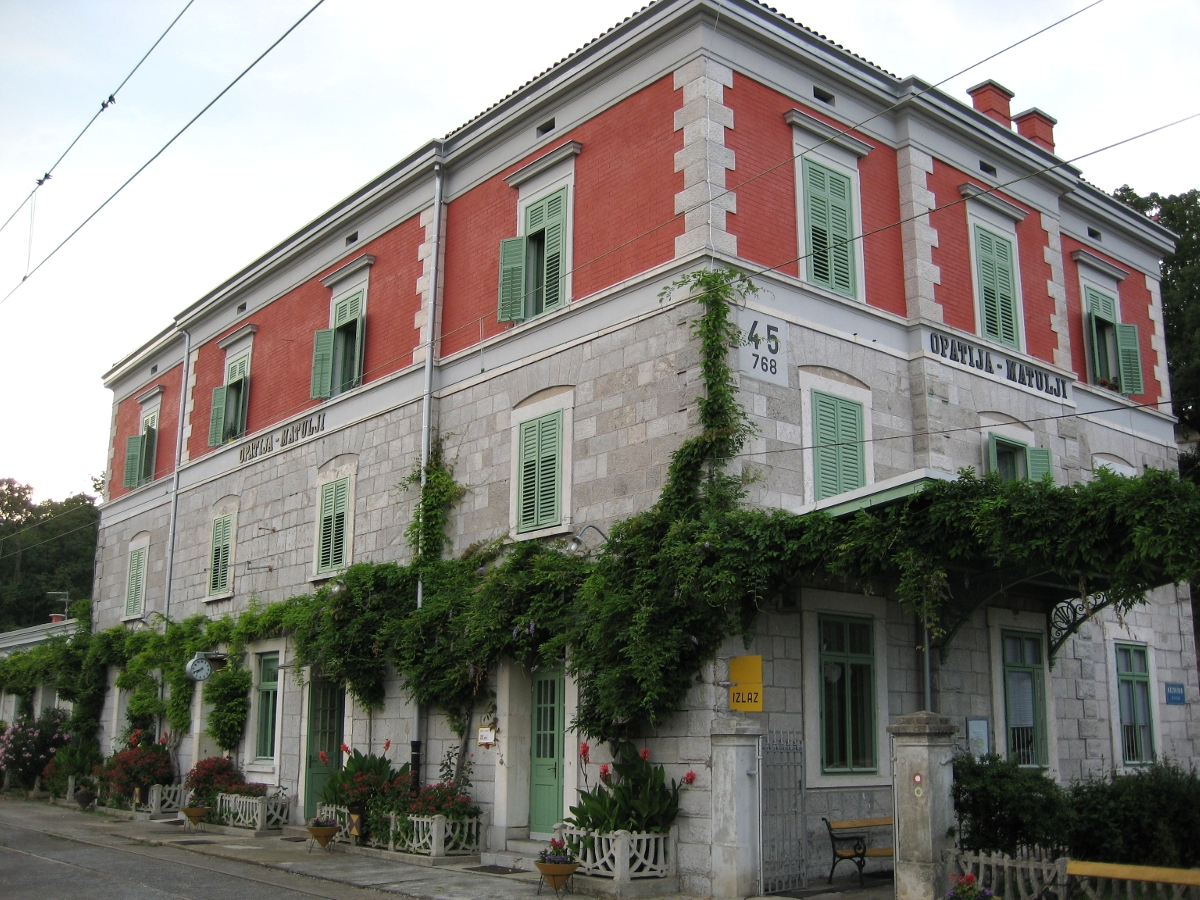

Nel comune di Mattuglie risiede un nucleo storico della piccola comunità istroromena, i "Cicci", insediata in questi territori sin dal XV secolo. Da decenni ormai essi sopravvivono concentrati essenzialmente nella frazione di Seiane ma un tempo erano presenti anche nei paesi di Mune Grande e Piccolo e in altri villaggi nell'area della Ciceria (micro-regione istriana che da essi prende il nome). L'ultimo censimento ne registra solo poche unità ma questo esiguo numero è in buona parte giustificato dalla fortissima assimilazione che queste comunità hanno subito soprattutto nell'ultimo secolo e che subiscono ancor oggi, non essendoci una legislazione che tuteli le loro peculiarità, la loro lingua e cultura. Tanto che oggi essi si sentono in larga parte croati, sloveni o semplicemente istriani e che l'istroromeno è utilizzato ormai esclusivamente come dialetto dei contesti domestici ed informali, sostituito in tutte le altre situazioni dal croato o dal suo dialetto locale. 
Un'altra ragione del drastico calo numerico di questa comunità, sta nel forte flusso emigratorio che l'ha colpita negli ultimi 60 anni, portandola a disperdersi all'estero o nei centri maggiori e più vitali della costa.

### Lingue e dialetti
| %      | Ripartizione linguistica (gruppi principali) |
| ------ | -------------------------------------------- |
| 94,66% | madrelingua croata                           |
| 0,64%  | madrelingua italiana                         |
| 2,24%  | madrelingua slovena                          |
| 0,51%  | madrelingua serba                            |

## Geografia antropica

### Suddivisioni amministrative
Il comune di Mattuglie è diviso in 23 insediamenti (naselja), di seguito elencati. Tra parentesi il nome in lingua italiana, a volte desueto.
- Brdce (Berze): 67 ab.
- Bregi (Breghi): 700 ab.
- Brešca (Bresca): 159 ab.
- Jurdani (Giordani): 651 ab.
- Jušići (Giussici): 861 ab.
- Kučeli (Cucelli): 455 ab.
- Lipa (Lippa[3]): 129 ab.
- Male Mune (Mune Piccolo): 103 ab.
- Mali Brgud (Bergut Piccolo[3]): 134 ab.
- Matulji (Mattuglie): 3.731 ab., sede comunale
- Mihotići (Micotici): 1.050 ab.
- Mučići (Mussici): 362 ab.
- Pasjak (Passiaco): 140 ab.
- Permani (Permani): 102 ab.
- Rukavac (Ruccavazzo): 854 ab.
- Rupa (Ruppa[3]): 349 ab.
- Ružići (Russici): 123 ab.
- Zaluki (Saluchi): 73 ab.
- Šapjane (Sappiane[3]): 188 ab.
- Vele Mune (Mune Grande): 122 ab.
- Veli Brgud (Bergut Grande[3]): 485 ab.
- Zvoneće (Suonecchia): 279 ab.
- Žejane (Seiane[3], Jeiăn in istrorumeno): 130 ab.

## Amministrazione

### Gemellaggi
- Castel San Pietro Terme